# Franz Kossmat
Franz Kossmat, född 22 augusti 1871 i Wien, död 1 december 1938, var en tysk geolog.
Kossmat var geolog vid Österrikes Geologische Reichsanstalt 1897-1911, blev professor i Graz 1911 och i Leipzig 1913. Han utförde geologiska arbeten i Sachsen, Alperna och på Balkanhalvön och sysslade särskilt med geofysiska undersökningar och koordination av därigenom vinna data med tektoniska och paleogeografiska förhållanden. I paleogeografin studerade Kossmat särskilt utbredningen av den variskiska bergsbyggnaden i mellersta Tyskland.